# Deppea cornifolia
Deppea cornifolia är en måreväxtart som först beskrevs av George Bentham, och fick sitt nu gällande namn av George Bentham. Deppea cornifolia ingår i släktet Deppea och familjen måreväxter. Inga underarter finns listade i Catalogue of Life.